# Pacman
Pacman是一個軟件包管理器，作為Arch Linux發行版的一部分。它最早由Arch Linux的Judd Vinet開發。Pacman可以解決安裝過程中的依賴問題，自動下載并且安裝所有需要的軟件包。
Pacman也被移植到Windows，作为基础系统的一部分随MSYS2分发。

## 圖形前端
現在已經有很多可用的pacman GUI圖形前端。

### Qt/KDE界面
- Shaman: Shaman是多功能的Qt 4前端，它擴展了pacman一系列功能，圖形化的設置，以及ABS的支持。
- pacmanager-svn:用Qt 4開發，基於pacman的包管理器。
- kpacupdate:適用與KDE系統消息欄的Pacman更新消息提示工具。
- octopi:使用Qt編寫的pacman圖型前端。
- oktopi:octopi的分支，針對KDE所設計，已併入octopi。

### GTK/GNOME界面
- gtkpacman:采用PyGTK2開發的pacman圖形前端。
- alunn:顯示新的更新和消息的系統提示。
- guzuta:另一個 采用PyGTK開發的前端。
- pacmon-svn:提示可用更新的任務欄部件。
- pacupdate:提示系統更新的系統提示。
- wakka:gtkpacman的一個分支。
- kalu:在系統匣顯示官方新聞及更新（包含官方套件庫及AUR），同時包含了一個系統升級的圖形前端。

## 语法

### 同步包
在終端機裡輸入：
- pacman -S <package>

這樣系統會封閉迴路自動下載封包<package>以及所有的依存套件，同時進行一系列套件的安裝過程進行。
参数：
- -s --search <正则表达式>

会在所有源列表中搜索与表达式匹配的包并列出
- -u --sysupgrade

将升级所有版本比源列表低的包，通过调用两次可以变为与源列表不相等的包，该命令对于从不稳定源切换至稳定源十分有用
- -w --downloadonly

只返回搜索结果，不进行安装或升级操作
- -y --refresh

下载主源列表最新副本，通常配合-u使用，通过调用两次即可强制下载，即使版本相同

### 移除
在終端機裡輸入：
- pacman -R  <package>

這樣系統會自動移除<package>以及任何依此存套件的其它套件。
参数：
- -c --cascade

递归删除该包及所有与该包有依赖关系的包，请小心使用该参数
- -u --uneeded

删除向下没有依赖关系的包，比起-c，本参数更为安全

### 更新
在終端機中输入：
- pacman -U <package>

这样系统可以同步已经在本地的包至最新状态

## 外部連結
- Pacman homepage（页面存档备份，存于）
- Arch Linux的维基站中的Pacman（页面存档备份，存于）
- Arch Linux的维基站中的Pacman GUI Frontends（页面存档备份，存于）
- DistroWatch Interview: Judd Vinet talks about Arch Linux and Pacman in 2003（页面存档备份，存于） Archived 2012-01-21 at WebCite
- pacman 文档（页面存档备份，存于）